# Lavertezzo
Lavertezzo (in dialetto ticinese Vertezz) è un comune sparso di 1 318 abitanti del Canton Ticino, nel distretto di Locarno.

## Storia
Nel Medioevo era parte della vicinanza di Verzasca e i suoi abitanti avevano possedimenti anche al piano in territorio di Locarno. Divenne parrocchia indipendente da Vogorno a partire dal 1806, contemporaneamente alla separazione comunale e patriziale. Nel 1920 parte del territorio sul piano di Magadino venne assegnata al comune.
Il territorio del comune era dunque diviso in due porzioni distinte: Lavertezzo Piano (che consiste nella frazione di Riazzino) e Lavertezzo Valle, in valle Verzasca.
Il 18 ottobre 2020 Lavertezzo Valle è stato annesso politicamente al comune di Verzasca, invece la regione in piano ha continuato ad esistere come comune indipendente.

## Società

### Evoluzione demografica
L'evoluzione demografica è riportata nella seguente tabella:
Abitanti censiti

## Geografia antropica
Il territorio comunale è composto dalla zona di Lavertezzo Piano, situato nel piano di Magadino e comprende le località di Bolla, Bugaro, Crespo, Malpensata, Montedato, Riazzino (sede comunale) e Sasso Fenduto.
Fino al 2020 faceva parte del comune anche il comprensorio di Lavertezzo Valle, ora parte del nuovo comune di Verzasca, posto sul lato sinistro della valle Verzasca e che comprendeva le località di Aquino, Lavertezzo, Oviga di Dentro, Oviga di Fuori, Posse, Rancone, Sambugaro e Verzuolo.

## Infrastrutture e trasporti

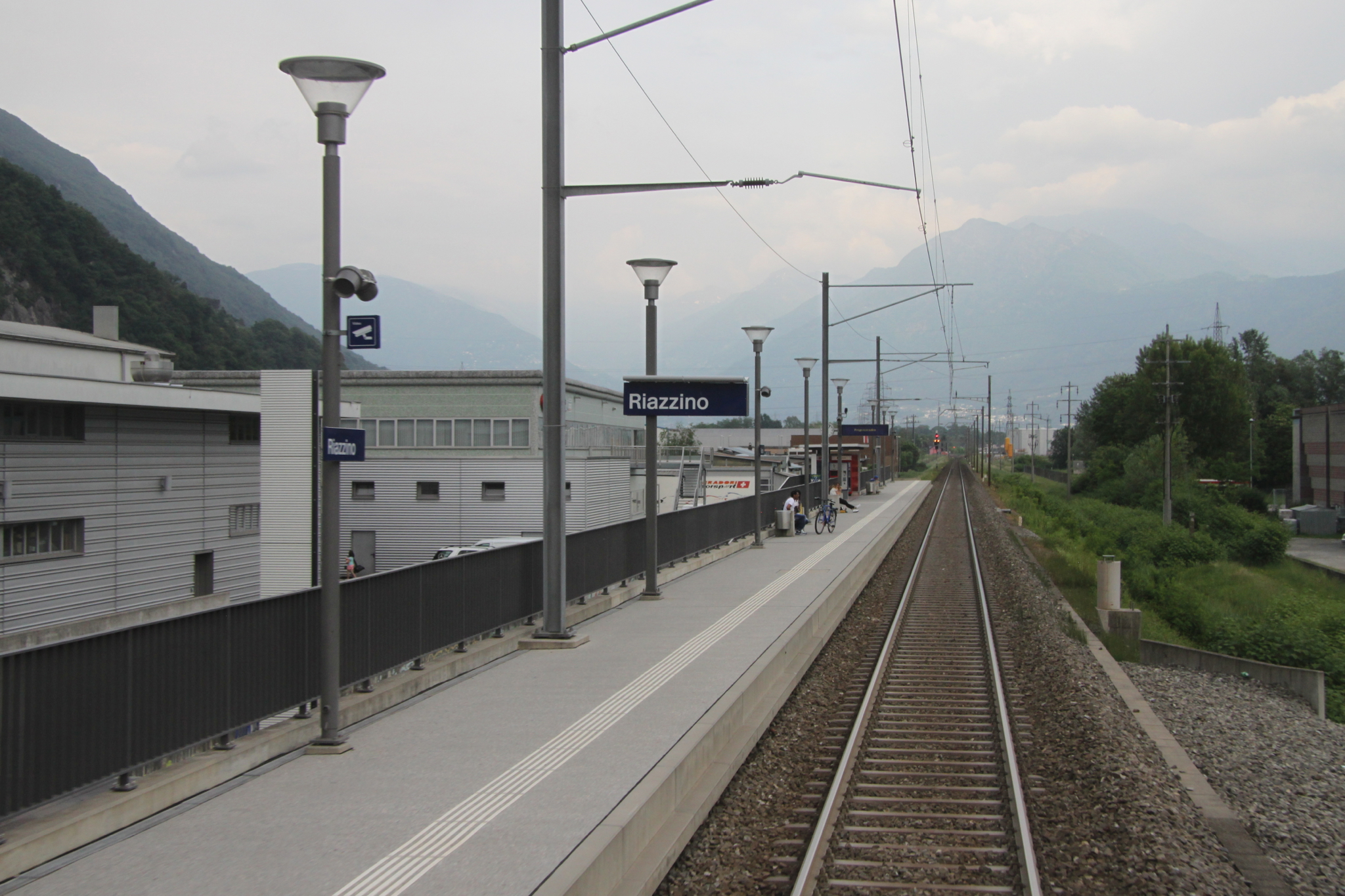
La stazione di Riazzino

Il paese è servito dalle stazioni di Riazzino e di Riazzino-Cugnasco della ferrovia Bellinzona-Locarno.

## Amministrazione
Ogni famiglia originaria del luogo fa parte del cosiddetto comune patriziale e ha la responsabilità della manutenzione di ogni bene ricadente all'interno dei confini del comune.